# 馮山
冯山（?—1094年），初名献能，字允南，北宋普州安岳（今四川安岳）人。
生年不詳。嘉祐二年（1057年）章衡榜進士及第，熙宁末，任秘书丞通判梓州（今四川三台县），期间作《议免役疏》。熙宁九年（1076年），集贤院校理邓绾薦为台官，因不苟同新法，力辭不就，退居二十年，时称鸿硕先生。与范镇、范百禄、鲜于侁、文同等人过往甚密。元祐八年（1093年），范祖禹薦於朝。官终祠部郎中。绍圣元年（1094年）卒，以子冯澥贵，追赠太师。工於詩，風格平正暢達，無剪紅刻翠之態。著有《安岳集》二十卷，今存前十二卷，皆为诗。